# La Barca (Lepe)
La Barca es una localidad perteneciente al municipio de Lepe (España). Está situada a 3,8 km del núcleo principal y en 2020 tenía una población de 15 habitantes según el INE.

## Historia
La Barca se desarrolló junto al antiguo camino real que conectaba Sevilla y Ayamonte y por cuyo trazado discurre actualmente la  N-431 . El nombre de la localidad procede precisamente de la barca que se utilizaba para cruzar el río Piedras, hasta la construcción del puente sobre el mismo. Las rentas de dicha barca correspondían al Señor de Lepe, aunque fueron objeto de pleito en 1414 por parte de Pedro de Zúñiga, iii Señor de Gibraleón, hasta que en 1429 la Real Audiencia resolvió a favor de este último y le permitió colocar otra barca. Este pleito se relaciona con la fundación de Cartaya y la construcción del castillo de dicha localidad entre 1417-1420.
Hay constancia de que el río era navegable hasta el entorno de La Barca en 1982 con marea alta.

## Medio físico y urbano
Ubicación
La Barca se sitúa en el oeste del municipio de Lepe, junto al puente que cruza el río Piedras hacia el municipio de Cartaya. Se encuentra junto al Paraje Natural Marismas del Río Piedras y Flecha del Rompido. Unos metros al norte del puente se encuentran las ruinas del molino mareal de La Barca. 
Comunicaciones
La localidad se encuentra junto a la  N-431 , que la comunica con las localidades de Lepe y Cartaya. La vía principal de la localidad es el antiguo trazado de dicha carretera nacional, hasta que fuera desviada para evitar precisamente el paso por el centro de la misma. 
| Identificador | Denominación             | Origen - Destino  | Longitud (km) |
| ------------- | ------------------------ | ----------------- | ------------- |
| N-431         | Carretera nacional N-431 | Huelva - Ayamonte | 44            |

## Demografía
La Barca es una localidad pequeña y de escasa población
| Gráfica de evolución demográfica de La Barca entre 2000 y 2012 |
|                                                                |

## Política
La localidad se encuentra gobernada por el Ayuntamiento de Lepe, actualmente regida por Juan Manuel González Camacho (PP).